# Le Rossignol-Brigand (film)
Pour le personnage légendaire, voir Le Rossignol-Brigand.
Pour plus de détails, voir Fiche technique et Distribution.
Le Rossignol-Brigand (en russe : Соловей-разбойник, Solovey-razboynik) est une comédie policière russe réalisé par Egor Baranov et sorti en 2012.

## Fiche technique
Sauf indication contraire, les informations mentionnées dans cette section peuvent être confirmées par la base de données cinématographiques IMDb,  présente dans la section « Liens externes ».
- Titre français : Le Rossignol-Brigand[1]
- Titre original : Соловей-разбойник, Solovey-razboynik
- Réalisateur : Egor Baranov
- Scénario : Ivan Okhlobystine
- Photographie : Youri Korobeinikov
- Décors : Igor Kotsarev
- Société de production : Studio Ortodoks
- Pays de production :  Russie
- Langue de tournage : russe
- Format : Couleurs - 2,35:1 - 35 mm
- Durée : 87 minutes (1h27)
- Genre : Comédie policière
- Dates de sortie :
  - Russie : 22 novembre 2012
  - Japon : 2 mai 2017 (DVD)

## Distribution
- Ivan Okhlobystine : Sebastian Soloviov, le Rossignol-Brigand
- Evgueni Stytchkine (ru) : Alexandre Volodarski
- Oksana Fandera (ru) : Isabella Papiani
- Sergueï Badiouk (ru) : Ignati Krivenko